# Pneumora inanis
Pneumora inanis är en insektsart som först beskrevs av Fabricius 1775.  Pneumora inanis ingår i släktet Pneumora och familjen Pneumoridae. Inga underarter finns listade i Catalogue of Life.